# Ahmed Bahnini
Pour les articles homonymes, voir Bahnini.
Ahmed Bahnini (né en 1909 à Fès - mort le 10 juillet 1971 à Skhirat) fut le premier ministre du Maroc du 13 novembre 1963 au 7 juin 1965,,.

## Biographie
Il fut précepteur des princes dont Moulay Hassan (future Hassan II) et des princesses au Collège royal après avoir occupé des postes au Méchouar (secrétaire au Makhzen central et juge au Haut Tribunal chérifien).
Ahmed Bahnini fut nommé premier ministre par Hassan II, une semaine avant la promulgation d'un dahir amnistiant et réhabilitant des « collaborateurs » notoires au grand dam des nationalistes. Cet homme, au moment de la déposition de Mohammed V n'avait rien dit et s'était rallié à Mohammed ben Arafa, le sultan placé brièvement sur le trône par les Français.
Ahmed Bahnini figure parmi les victimes des nombreuses balles « perdues » des putschistes lors du coup d'État manqué du 10 juillet 1971 à Skhirat.

### Fonctions
Il est nommé le 24 juin 1959 premier président de la cour suprême.
Il est nommé premier ministre du 13 novembre 1963 au 7 juin 1965,,.